# José Eugenio Ellauri
José Eugenio Ellauri y Obes, né en 1834 à Montevideo (Uruguay) et mort en 1894 est un avocat et un homme d'État uruguayen.
Il est le président de l’Uruguay du 1er mars 1873 au 22 janvier 1875.

## Biographie
Membre du Parti colorado, c'est un homme politique du XIXe siècle, qui a été sénateur et ministre des Affaires Étrangères de l'Uruguay.